# Ossakhan yeon-ae
Ossakhan yeon-ae (오싹한 연애?, 오싹한 戀愛?; lett. "Un rapporto agghiacciante"), noto anche con i titoli internazionali Spellbound e My Girlfriend Can See Ghosts, è un film del 2011 scritto e diretto da Hwang In-ho.

## Trama
Jo-goo è un prestigiatore che si innamora di Yeo-ri, i due si fidanzano e iniziano a lavorare insieme. Con il passare del tempo, iniziano tuttavia ad accadere eventi inquietanti, che si scoprono essere collegati alla capacità di Yeo-ri di vedere i fantasmi; tale capacità era stata acquisita al tempo delle superiori, in seguito a un incidente automobilistico. In particolare, Yeo-ri continua a vedere il fantasma di Joo-hee, la sua migliore amica: la giovane, morta nell'incidente, desidera infatti vendicarsi di lei, seguendola dappertutto e spaventando chi la circonda.

## Distribuzione
In Corea del Sud, la pellicola è stata distribuita a partire dal 1º dicembre 2011 da CJ Entertainment.